# حسین‌آباد خانم
حسین‌آباد خانم روستایی در دهستان زیرکوه بخش مرکزی شهرستان زیرکوه استان خراسان جنوبی ایران است. بر پایه سرشماری عمومی نفوس و مسکن در سال ۱۳۹۰ جمعیت این روستا ۳۳۱ نفر (در ۹۲ خانوار) بوده است.